# برايان جاكسون (لاعب كرة قدم أمريكية)
برايان جاكسون (بالإنجليزية: Brian Jackson)‏ هو لاعب كرة قدم أمريكية أمريكي، ولد في 4 مايو 1987.

## وصلات خارجية
- برايان جاكسون على موقع مرجع كرة القدم المحترفة.كوم (الإنجليزية)